# 大利斯 (盧吉尼區)
51°0′17″N 28°24′59″E / 51.00472°N 28.41639°E
大利斯（烏克蘭語：Великий Ліс），是烏克蘭北部的村莊，隸屬日托米爾州的科羅斯滕區。該村始建於1865年，面積0.76平方公里，海拔高度199米，2001年該村落人口69。